# Leyton House

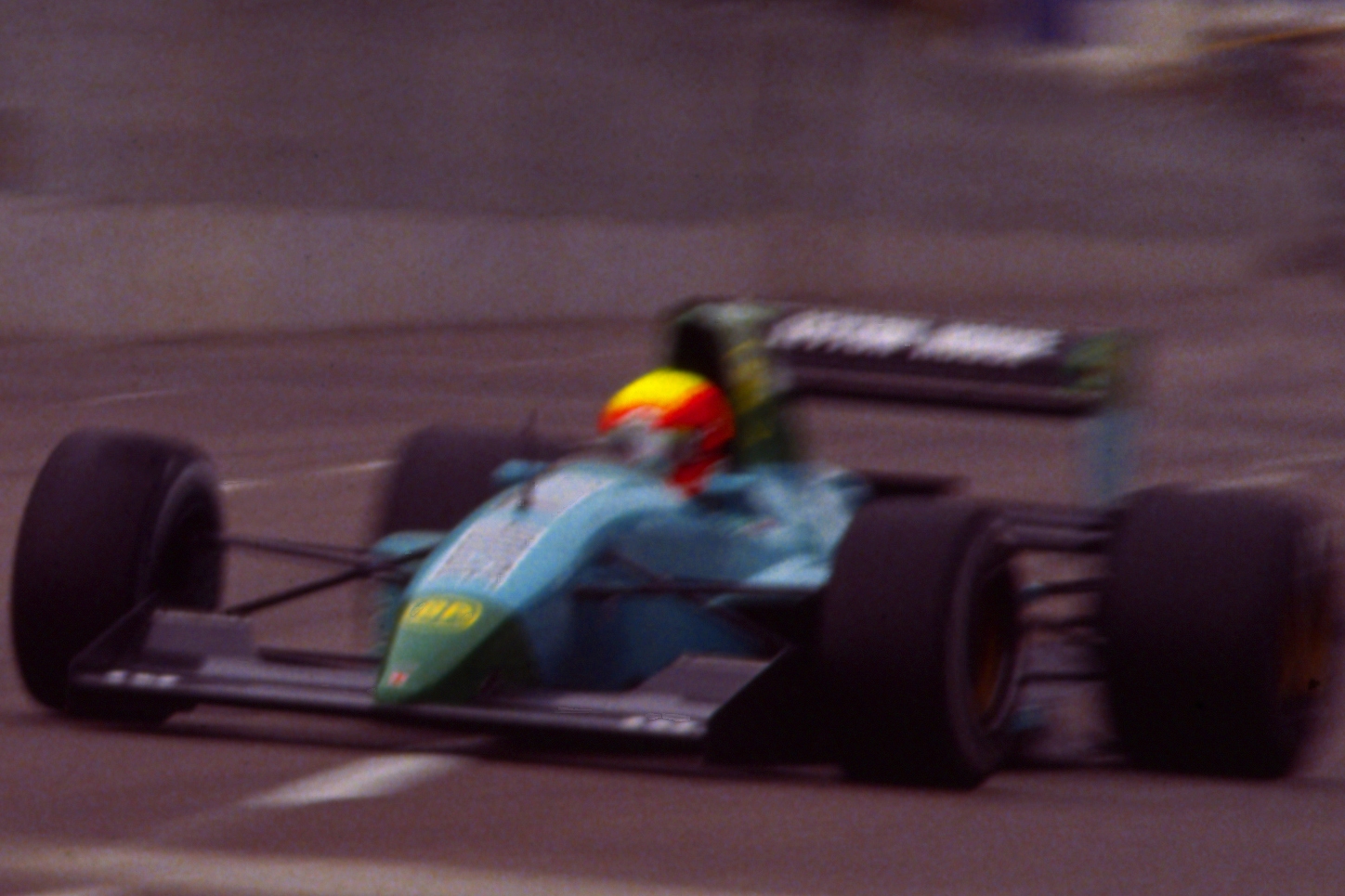
Mauricio Gugelmin conduint el Leyton House al GP de USA'91.

 Leyton House Racing  va ser un constructor de cotxes de competició britànic que va arribar a disputar curses a la Fórmula 1.
L'equip va ser fundat per  Akira Akagi  i tenia la seu a Bicester, Anglaterra.
Va debutar a la F1 a la temporada 1990 a la prova inicial, el GP dels Estats Units, disputant trenta-dues curses (totes amb dos monoplaces) entre la temporada 1990 i la 1991 aconseguint una segona posició com millor classificació en una cursa i assolint un total de vuit punts pel mundial de constructors.

## Resum
| Curses: | Victòries: | Pòdiums: | Poles: | Voltes ràpides: | Punts: |
| ------- | ---------- | -------- | ------ | --------------- | ------ |
| 32 (0)  | 0          | 1        | 0      | 0               | 8      |